# Oostelijke Vechtplassen
Oostelijke Vechtplassen este o arie protejată (arie specială de conservare — SAC, sit de importanță comunitară — SCI) din Țările de Jos întinsă pe o suprafață de 4.401 ha, integral pe uscat.

## Localizare
Centrul sitului Oostelijke Vechtplassen este situat la coordonatele 52°14′19″N 5°05′24″E / 52.2387°N 5.0901°E.

## Înființare
Situl Oostelijke Vechtplassen a fost declarat sit de importanță comunitară în august 2002 pentru a proteja 1 specie de plante și 10 specii de animale. Situl a fost protejat și ca arie specială de conservare în iunie 2013.

## Biodiversitate
Situată în ecoregiunea atlantică, aria protejată conține 8 habitate naturale: Ape puternic oligomezotrofe cu vegetație bentonică cu Chara spp., Lacuri eutrofice naturale cu vegetație de tip Magnopotamion sau Hydrocharition, Pajiști umede nord-atlantice cu Erica tetralix, Pajiști cu Molinia pe soluri calcaroase, turboase sau argilos-nămoloase (Molinion caeruleae), Liziere de ierburi înalte hidrofile de câmpie și de nivel montan până la alpin, Mlaștini turboase de tranziție și turbării mișcătoare, Mlaștini calcaroase cu Cladium mariscus și specii de Caricion davallianae, Mlaștini împădurite.
La baza desemnării sitului se află mai multe specii protejate:
- plante (1): moșișoare (Liparis loeselii)
- mamifere (2): Microtus oeconomus arenicola, liliac de iaz (Myotis dasycneme)
- nevertebrate (4): Anisus vorticulus, Graphoderus bilineatus, libelule (Leucorrhinia pectoralis), Vertigo moulinsiana
- pești (4): zvârluga (Cobitis taenia), zglăvoacă (Cottus gobio), țipar (Misgurnus fossilis), boarță (Rhodeus amarus)